# Бем, Павел
Павел Бем (чеш. Pavel Bém) (родился 18 июля 1963) — приматор Праги с 2002 по 2010, один из наиболее влиятельных чешских политиков нового поколения.
В 1987 окончил факультет общей медицины Карлова университета в Праге по специальности «психиатрия» и в 1990 ординатуру Института повышения квалификации врачей и фармацевтов с присвоением профессиональной аттестации по той же специальности. В 1991—1992 занимался в ординатуре Университета Джонса Хопкинса (Балтимор, США) по специальности «Общественное здравоохранение, координация и управление борьбы с наркотиками». Начиная с 1987 работает ассистентом и врачом в ряде лечебных заведений Праги в области психиатрии и помощи зависимым от алкоголя и наркотиков.
В 1995 был назначен на пост генерального секретаря межотраслевой комиссии правительства Чехии по борьбе с наркотиками, в следующем году стал консультантом министра внутренних дел Чехии. В 1998 был избран на пост главы администрации района Прага-6, который занимал до 2002. После наводнения в августе 2002 был избран мэром (приматором) Праги. С начала политической деятельности Бем является членом Гражданской демократической партии (чешск. ODS), в 2004 году был избран заместителем, а в 2006 — первым заместителем её председателя, Мирека Тополанека. В октябре 2006 Павел Бем переизбран мэром Праги на очередной четырехлетний срок. В ноябре 2007 избран также председателем городской организации ГДП. Членство Бема в ГДП было приостановлено в апреле 2012 из-за подозрений в коррупции, появившихся после опубликования телефонных переговоров Бема (есть мнение, что прослушиванием телефонов Бема занималась БИС). В январе 2013 года членство Бема в ГДП было возобновлено.
Среди политологов и журналистов рассматривается как один из будущих лидеров страны. Как политик Бем известен своими заявлениями о борьбе с коррупцией на всех уровнях. Широкую, хотя и несколько противоречивую, известность среди общественности получили несколько его попыток контроля (под видом иностранца) добросовестности пражских таксистов в рамках борьбы с вымогательством и мошенничеством в отношении иностранных туристов и улучшения репутации Праги.
В апреле-мае 2007 Бем как десятый по счету чех и первый в мире политик совершил восхождение на Эверест (за что подвергся критике среди коллег и в печати за оставление поста мэра на два месяца и привлечение к себе «нездорового внимания»).
Женат, имеет двоих детей. Владеет английским, немецким, испанским, русским языками. Автор научных и специальных работ в области психиатрии и наркотической зависимости. Член нескольких чешских и международных экспертных организаций. К числу его хобби относятся альпинизм, велосипедный спорт, теннис, горные лыжи и подводное плавание, музыкальные пристрастия — классическая музыка, рок, джаз. Как альпинист выполнил неофициальную программу мастерства «Семь вершин» (Seven Summits), предусматривающую восхождение на высочайшие вершины каждого из континентов. Является одним из горячих сторонников проведения в Праге Олимпийских игр в 2016 или 2020.